# Сивец, Татьяна Николаевна
Татьяна Николаевна Сивец (бел. Таццяна Мікалаеўна Сівец, родилась 23 июня 1982 года в Минске) — белорусская поэтесса, публицист, драматург, переводчик. Главный редактор газеты «Літаратура і мастацтва», главный редактор газеты «Медицинский вестник», член Союза писателей Беларуси, председатель секции драматургии СПБ.

## Биография
В 1997 году окончила музыкальную школу № 11, в 2000 году — среднюю школу № 185 г. Минска.
Первые стихи начала писать в 11 лет, в 1993 году; впервые опубликовалась в апреле 1997 года в газете «Семья». Являлась членом литературного кружка при СШ № 176 г. Минска «Імкненне» (рус. «Стремление»), одним из руководителей которого являлся известный белорусский писатель, член Союза писателей Беларуси Артур Вольский.
C 2003 года — член Союза писателей Беларуси.
В 2005 году окончила БГПУ им. М. Танка (факультет белорусской филологии и культуры) по специальности «Английский язык, белорусский язык и литература». Во время обучения руководила заседаниями университетского литературного объединения «Крокі» (рус. «Шаги»).
С августа по ноябрь 2005 года работала обозревателем газеты «Вместе!».
С 2005 по 2008 год — аспирантка Института литературы им. Я. Коласа и Я. Купалы Национальной академии наук Беларуси, где исследовала тему «Дж. Г. Байрон и байронизм в белорусской поэзии: переводы и влияния».
С 2006 года сотрудничает с радиостанцией «Беларусь» — комментатор зарубежного вещания Белорусского радио, готовит авторские проекты посвящённые изучению белорусского языка и литературы по-английски, и готовит программы на белорусском и английском языках, рассказывающие о культуре и традициях Беларуси.
С апреля 2011 года — главный редактор республиканского молодёжного журнала «Маладосць». С 1 декабря 2011 года — главный редактор газеты «Літаратура і мастацтва».
С 2012 по 2016 год — член Президиума Правления Союза писателей Беларуси. В 2016 году окончила Академию управления при Президенте Республики Беларусь.
С 2013 по 2017 год — телеведущая программы «Дыяблог. Пра літаратуру» на телеканале «Беларусь 3».
С 14 сентября 2015 года — первый заместитель главного редактора газеты «Медицинский вестник». С 14 июня 2016 года — главный редактор газеты «Медицинский вестник».
С октября 2016 года — почётный член Союза писателей Азербайджана.
С 2016 по 2021 год — председатель Международного фонда Янки Купалы.
Работает в русле поэзии, прозы, критики, драматургии, поэтического перевода. Переводит на белорусский язык произведения писателей Республики Коми, Таджикистана, Китая, России, Великобритании, Польши, Украины. Её стихи переведены на английский, болгарский, русский, украинский, калмыцкий, чеченский языки.

### Семья
- Отец — доктор медицинских наук Николай Фёдорович Сивец.
- Мать — Раиса Ивановна Сивец.
- Брат — кандидат медицинских наук Алексей Николаевич Сивец[14].

### Книги
- «Праляцець па вясёлцы» (рус. «Пролететь по радуге») (библиотечка журнала «Маладосць», 2002 г.) — книга поэзии;
- «Ліпеньская навальніца» (рус. «Июльская гроза») («Мастацкая літаратура», 2003 г.) — книга поэзии;
- «Таму, хто знойдзе» (рус. «Тому, кто найдёт») («Логвінаў», 2008 г.) — стихотворения, проза, пьесы, переводы[8][15];
- «Брык і Шуся шукаюць лета» (рус. «Брик и Шуся ищут лето») (РИУ «Літаратура і Мастацтва», 2012 г.) — сказка-разукрашка;
- «Куды прапала малпа Маня?» (рус. «Куда пропала обезьяна Маня?») (РИУ «Звязда», 2014 г.) — книга для детей, продолжение похождений Брика и Шуси, которые на этот раз играют в детективов[16].
- «Самы лепшы падарунак» (рус. «Самый лучший подарок») (РИУ «Звязда», 2014 г.) — рассказы про девочку Танечку, которая рассказывает свои истории, искренне делится своими мыслями и переживаниями[17]. Книга для детей и их родителей.
- «Разняволенасць» (рус. «Раскрепощённость») (РИУ «Звязда», 2016 г.)[18] — сборник собственных стихов поэтессы, а также переводы Татьяны Сивец авторов из Азербайджана, Казахстана, Украины, России, Словакии, других стран[19].
- «Заўтра будзе сонца! : П'есы» (рус. «Завтра будет солнце! : Пьесы») (Издатель У. Хурсік, 2021 г.) — пьесы Татьяны Сивец, написанные на протяжении последних пятнадцати лет.
- «Цаца: история про Слоненка, который не хотел быть большим и толстокожим» (Полиграфкомбинат, 2023).

### Рассказы в сборниках
- «Лісты да нябожчыкаў» (рус. «Письма к умершим») — сборник фантастики белорусских авторов «Люстэрка Сусвету» (рус. «Письма к умершим») («Мастацкая літаратура», 2007)[20].

### Соавторство
- «Мінск — сталіца Беларусі» (рус. «Минск — столица Беларуси») (2011 г.)[5].
- «Віцебск — горад майстроў і мастакоў» (рус. «Витебск — город мастеров и художников») (2013 г.).

### Драматургия (спектакли)

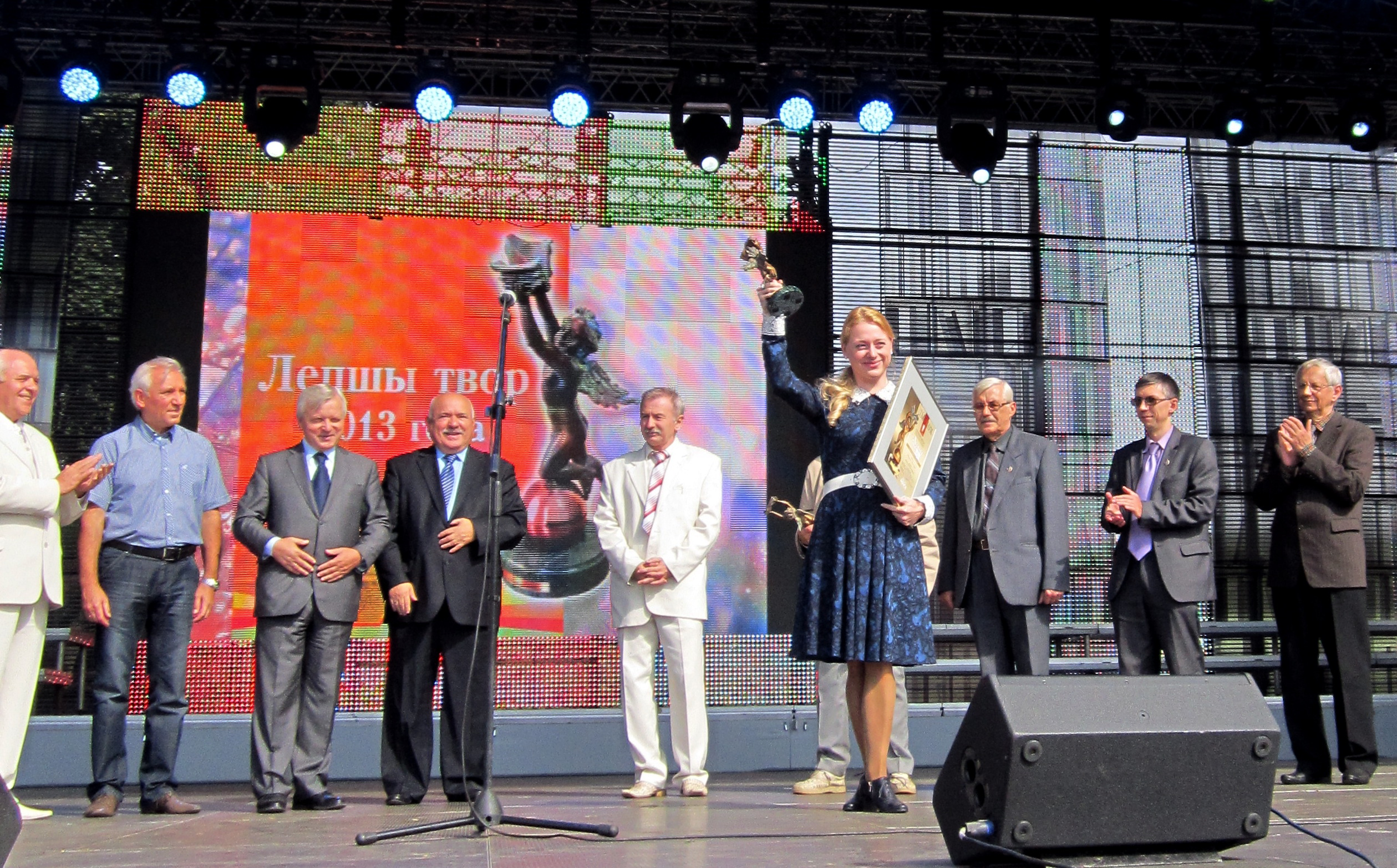
Награждение Татьяны Сивец литературной премией «Золотой купидон—2013». Заславль, День белорусской письменности, 07.09.2014

- «Брык і Шуся шукаюць лета» (премьера — 30 октября 2010 года, белорусский ТЮЗ[21]) — спектакль драматурга Татьяны Сивец в постановке режиссёра Егора Лёгкина[22][23].
- «Болотная королева» (премьера — 24 января 2018 года, Белорусский театр юного зрителя) — спектакль по пьесе Татьяны Сивец «Не рассказывай мне сказки». Режиссёр — Евгений Рекеш.

### Статьи
- Сивец Т. Міф, народжаны міфам? Байранічныя ўплывы ў беларускай літаратуры XX стагоддзя (бел.) // Беларуская думка : Журнал. — Декабрь, 2008. — № 12.[24].

### Переводы
- «Мелодыя натхнення» (рус. Мелодия вдохновения) (2012, «Беларуская энцыклапедыя імя П.Броўкі») — сборник переведённых на английский язык произведений ряда белорусских поэтов[6][25].

## Награды
- 2013 год — литературная премия Союза писателей Беларуси «Золотой купидон»[бел.] в разделе детской литературы; за книгу «Куды прапала малпа Маня?»[26][27].
- 2015 год — пьеса Татьяны Сивец «Не рассказывай мне сказки» по итогам конкурса драматургии «Новое название» (организатор — «Белорусский республиканский театр юного зрителя» была названа интереснейшей средь пьес для детей от 9 до 12 лет[28].
- 2016 год — сборник стихов «Разняволенасць» Татьяны Сивец вошёл в ТОП-5 книг авторов-женщин от Издательского дома «Звязда»[29].